# Сен-Лу-ан-Шампань
Сен-Лу-ан-Шампа́нь (фр. Saint-Loup-en-Champagne) — коммуна во Франции, находится в регионе Шампань — Арденны. Департамент — Арденны. Входит в состав кантона Шато-Порсьен. Округ коммуны — Ретель.
Код INSEE коммуны — 08386.
Коммуна расположена приблизительно в 155 км к северо-востоку от Парижа, в 60 км севернее Шалон-ан-Шампани, в 55 км к юго-западу от Шарлевиль-Мезьера.

## Население
Население коммуны на 2008 год составляло 247 человек.
| 1962 | 1968 | 1975 | 1982 | 1990 | 1999 | 2008 |
| ---- | ---- | ---- | ---- | ---- | ---- | ---- |
| 215  | 232  | 201  | 220  | 217  | 223  | 247  |

## Администрация
| Период | Период | Фамилия        | Партия | Должность |
| ------ | ------ | -------------- | ------ | --------- |
| 1995   | 2001   | Этьен Боссерон |        |           |
| 2001   | 2008   | Режи Фромантен |        |           |
| 2008   |        | Робер Карре    |        |           |

## Экономика
В 2007 году среди 148 человек в трудоспособном возрасте (15—64 лет) 106 были экономически активными, 42 — неактивными (показатель активности — 71,6 %, в 1999 году было 66,9 %). Из 106 активных работали 98 человек (54 мужчины и 44 женщины), безработных было 8 (4 мужчины и 4 женщины). Среди 42 неактивных 11 человек были учениками или студентами, 9 — пенсионерами, 22 были неактивными по другим причинам.

## Фотогалерея

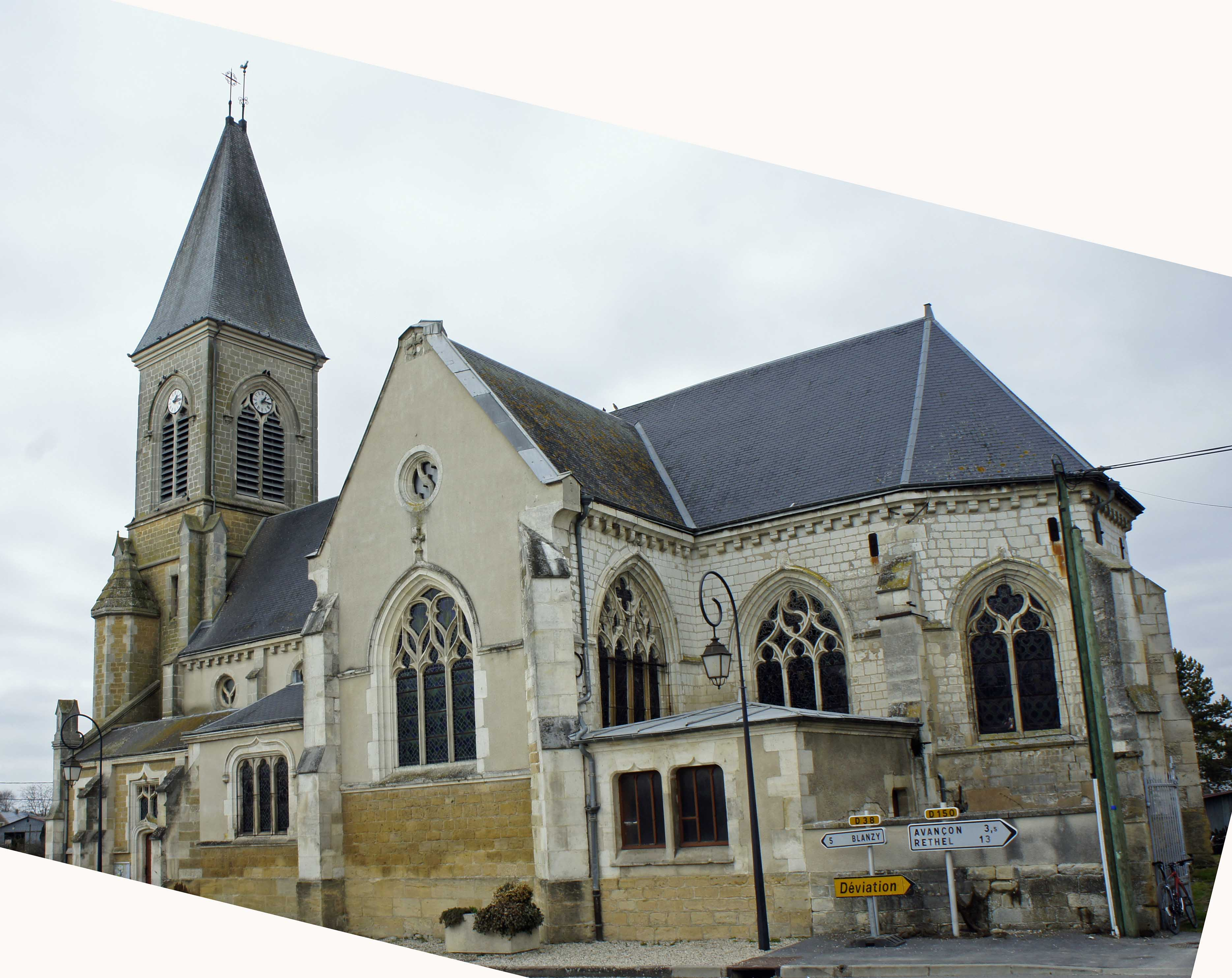
Церковь
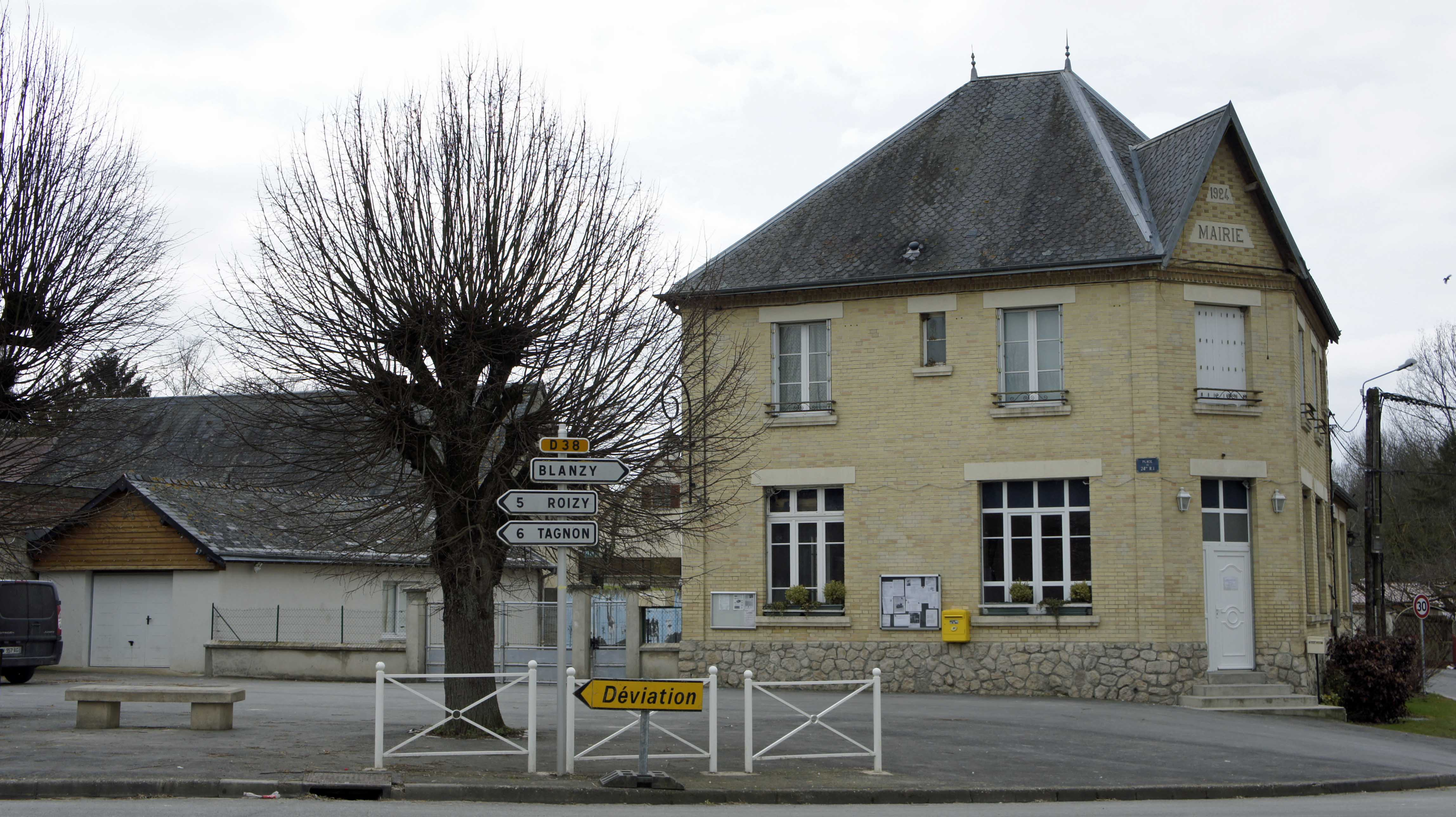
Мэрия
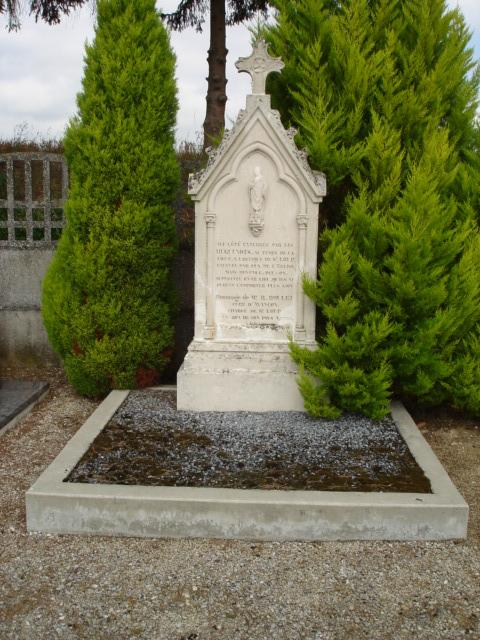
Памятник
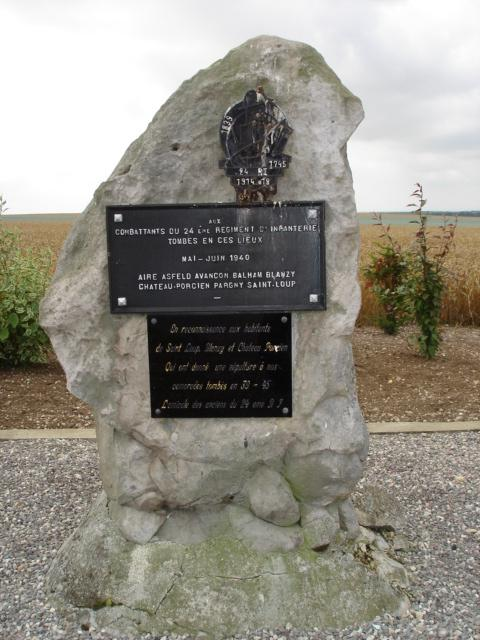
Стела